# Субконтинент

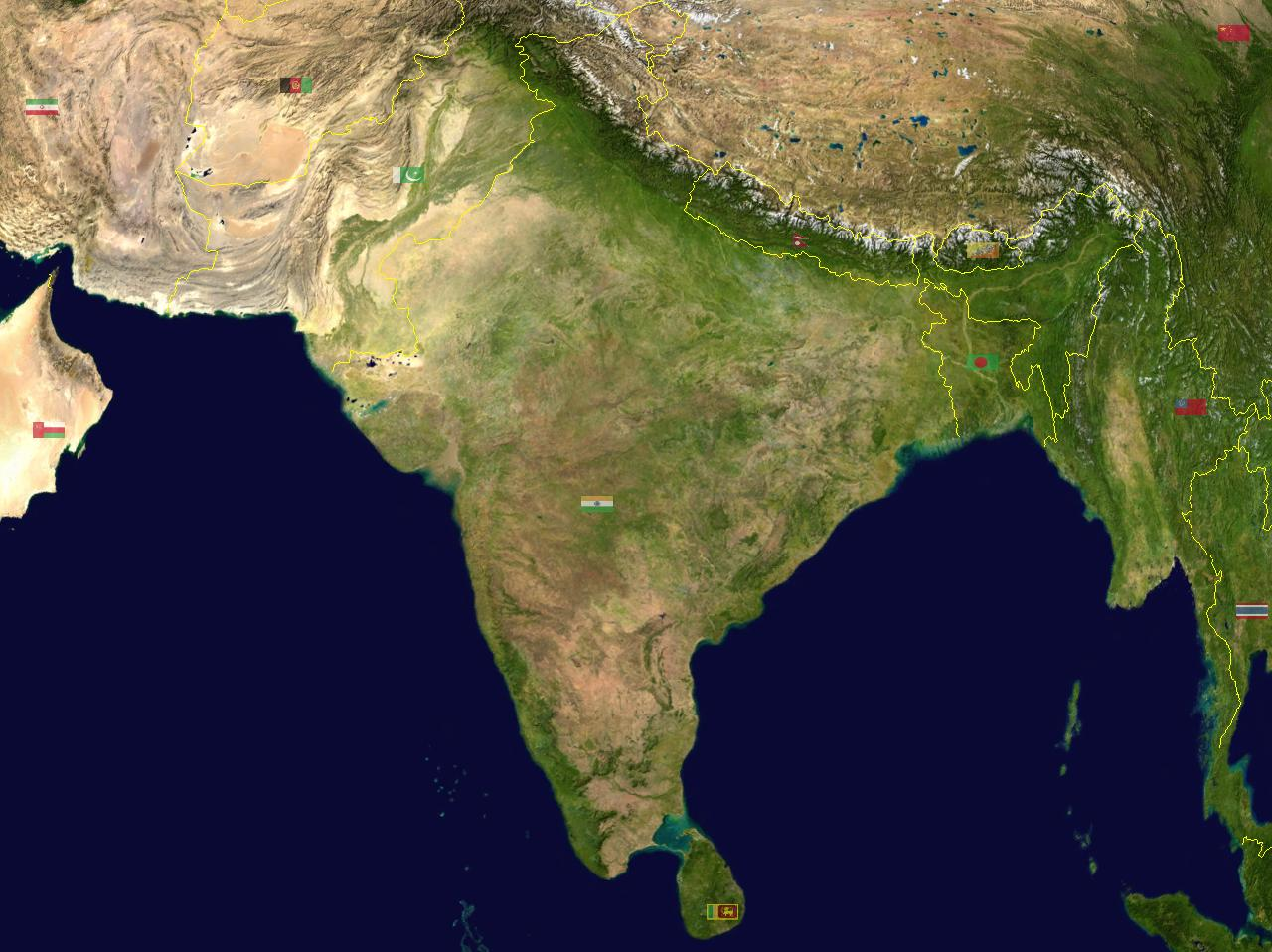
Індійський субконтинент

Субконтинент (англ. Subcontinent) — велика маса суші у складі якого-небудь континенту, яку з історичних і геотектонічних причин відрізняють від іншої землі «материнського» континенту.
У випадках, коли Північну і Південну Америку не розглядають як самостійні континенти, їх називають субконтинентами американського континенту.
У сучасній практиці поняття субконтинент застосовується майже виключно до Індійського субконтиненту. Незважаючи на те, що він географічно відноситься до Азії, він утворює власну континентальну плиту. Внаслідок зіткнення індійської і євразійської плити виникли Гімалайські гори, що зростають вгору й донині. Аналогічний процес відбувався і з Апеннінськім півостровом, який зіткнувся з Європою, що стало причиною виникнення Альп, однак через його невеликий розмір говорити про субконтинент не прийнято. Залежно від визначення, Європа є субконтинентом Євразії. У результаті її зіткнення з азійським материком кілька сотень мільйонів років тому виникли Уральські гори, які на сьогоднішній день вже зазнали відносно значної ерозії
За всю історію Землі континенти неодноразово розколювалися і знову стикалися один з одним. При цьому виникали субконтиненти і після остаточного злиття з іншими континентами знову зникали.